# Tapinoma minutum
Tapinoma minutum är en myrart som beskrevs av Mayr 1862. Tapinoma minutum ingår i släktet Tapinoma och familjen myror.

## Underarter
Arten delas in i följande underarter:
- T. m. broomense
- T. m. cephalicum
- T. m. integrum
- T. m. minutum